# Erchembod
Erchembod (zm. 12 kwietnia 742 w Thérouanne) – święty katolicki, biskup.

## Życiorys
Po dziesięciu latach pobytu w klasztorze Sithiu (Saint-Omer) został wybrany opatem (ok. 717 roku). Aktywnie uczestniczył we wprowadzaniu w życie reformy Kolumbana. Wzmacniał niezależność klasztorów dokonując zakupów ziemi. W kierowanym przez siebie klasztorze wprowadził regułę benedyktyńską. Po śmierci Ravengerusa został powołany na stanowisko biskupa Thérouanne. Pochowany został w Saint-Omer.
Jego wspomnienie w Kościele katolickim obchodzone jest w dzienną rocznicę śmierci.